# Пальцево (Удомельский район)
Пальцево — деревня в Удомельском городском округе Тверской области.

## География
Деревня находится в северной части Тверской области на расстоянии приблизительно 12 км на юго-запад по прямой от железнодорожного вокзала города Удомля на западном берегу озера Пальцево.

## История
Известна с 1545 года. В 1859 году принадлежала помещику Фон-Дезен. Дворов (хозяйств) в ней было 15 (1859 год), 22 (1886), 32 (1911), 18 (1958), 14 (1986), 9 (2000). В советское время работали колхозы «2-я Пятилетка», им. Молотова и «Рассвет». До 2015 года входила в состав Удомельского сельского поселения до упразднения последнего. С 2015 года в составе Удомельского городского округа.

## Население
Численность населения: 94 человека (1859 год), 130(1886), 210 (1911), 60 (1958), 23 (1986), 11 (русские 100 %) в 2002 году, 5 в 2010.